# Runcorn
Runcorn és una ciutat del Regne Unit, situada al comtat de Cheshire, Anglaterra. Administrativament està unida a altres ciutats, que juntes formen l'autoritat unitària de Halton. És sobretot una ciutat industrial, i posseeix un port fluvial de càrrega. Es troba al banc meridional del riu Mersey, on l'estuari s'estreny des de la llacuna de Runcorn. Directament al nord a través del Mersey hi ha la ciutat de Widnes. Riu amunt i a 19 km al nord-est hi ha Warrington i riu avall a 26 km a l'oest hi ha Liverpool.

## Història
La primera referència escrita d'aquesta ciutat està en la Crònica anglosaxona, amb la forma antiga Rumcofan, que literalment vol dir «cova gran». Aquesta paraula està composta per dos termes de l'anglès antic: rúm («ample» o «gran») i cofa («cova»). També s'ha trobat escrit amb les variants: Rumcoven, Ronchestorn, Runckhorne i Runcorne.
S'han trobat restes d'objectes de l'edat de pedra, de l'edat del bronze i de l'edat del ferro. També hi ha evidències de presència romana en l'àrea de Runcorn, però poc se'n sap d'aquests primers assentaments. La primera notícia històrica és la construcció d'una fortificació per ordre d'Ethelfleda, per protegir la frontera nord del regne de Mèrcia dels atacs vikings l'any 915. Aquest fortí es va construir a sobre d'un turó que s'anomena Castle Rock i des d'on es pot veure el curs del riu Mersey.

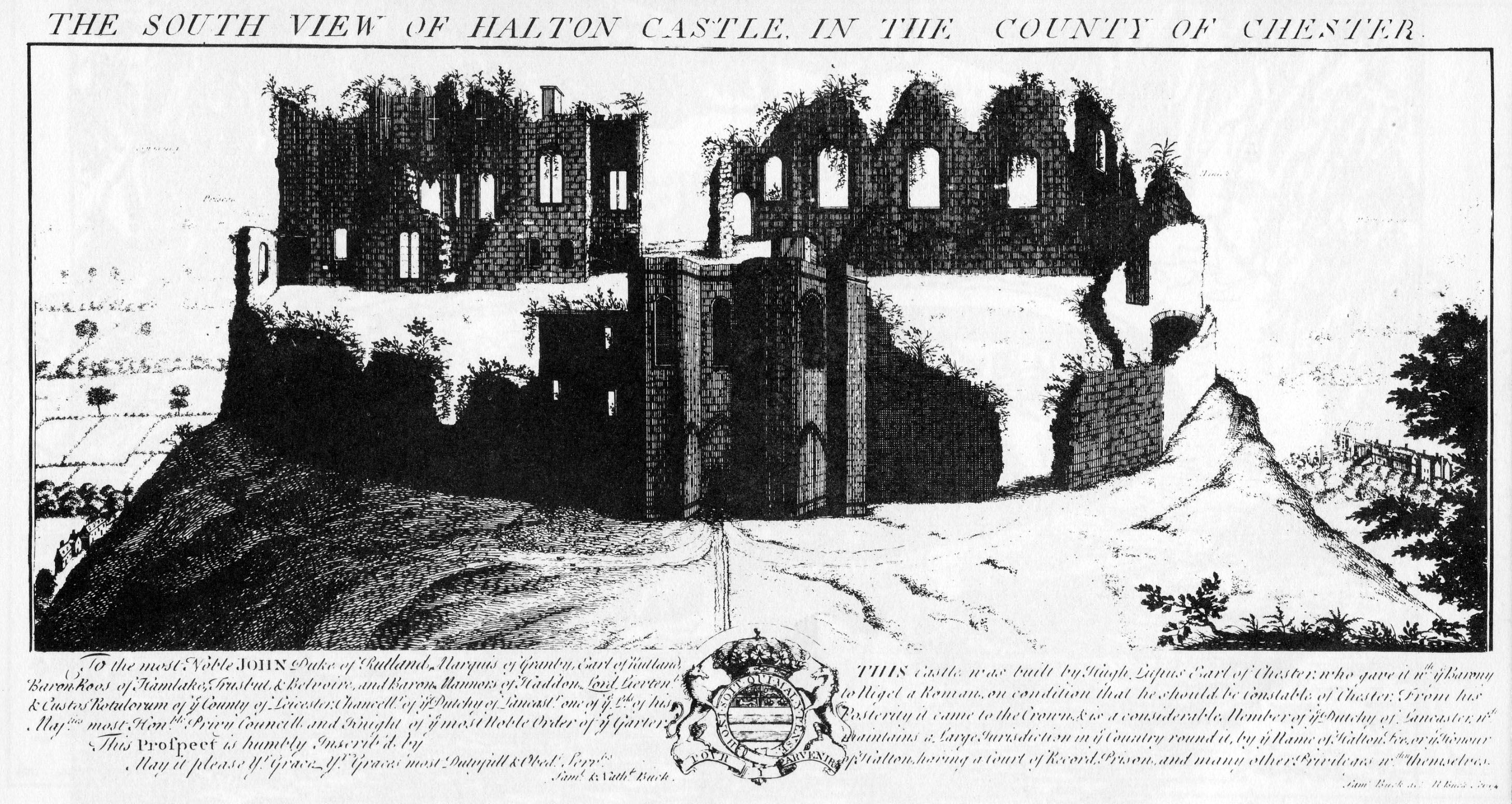
Dibuix que mostra el castell al.

Després de la conquesta normanda, Runcorn no és esmentat en el registre del 1086, anomenat Domesday Book, encara que sí que consten els assentaments de la rodalia. Guillem el Conqueridor va conferir el govern del comtat de Chester a Hugh d'Avranches, que va concedir la baronia a de Halton a Nigel. És probable que aquest Nigel erigís un castell, del tipus mota, al turó de Halton Hill en la dècada del 1070. L'any 1115, el fill de Nigel, William Fitznigel, va fundar un monestir de monjos agustins a Runcorn. El 1134 aquest priorat es va traslladar a Norton, a uns 6 km. El 1391 el priorat va ser elevat a la categoria d'abadia. Però el 1536, com la resta de monestirs del país, va ser dissolt i uns nou anys després es van vendre les terres i els edificis monàstics a sir Richard Brooke, que ho va transformar en una residència privada.
Durant la guerra civil anglesa, el castell de Halton estava en mans dels reialistes comandats per John Savage, comte de Rivers i senescal de Halton. Va caure dues vegades en poder del bàndol contrari, els parlamentaris. El primer setge el va efectuar sir William Brereton el 1643; el segon va ser l'any següent. A continuació va haver un consell de guerra a Warrington (1646) en el qual es va decidir que el castell havia de ser enderrocat. L'any 1656, Runcorn no era més que una església i unes poques cases disseminades, i així va romandre durant una centúria. Els pocs que passaven per aquest llogaret eren els que viatjaven cap cal nord i volien travessar el riu Mersey. Cap a finals del segle xviii i inicis del XIX, Runcorn va començar a prosperar.
Al segle xviii va millorar el transport amb la construcció del canal Mersey and Irwell Navigation, el Bridgewater Canal i el Trent and Mersey Canal. Això va permetre comunicar Runcorn amb les altres poblacions de la xarxa de canals navegables del Mersey, fet que va ser la base del desenvolupament d'un port al municipi. Després es van fer el Latchford Canal, que enllaça amb un altre canal el Mersey and Irwell Navigation, i el Weston Canal, que proporciona un millor enllaç amb la xarxa Weaver Navigation. En aquest moment es van començar a desenvolupar indústries, la principal la de producció d'arena per la construcció esmicolada en una pedrera local, però també va despuntar la fabricació de vaixells i motors, la manufactura de sabó, productes químics i adobat de pells. Amb tanta industrialització va arribar el problema de la contaminació.

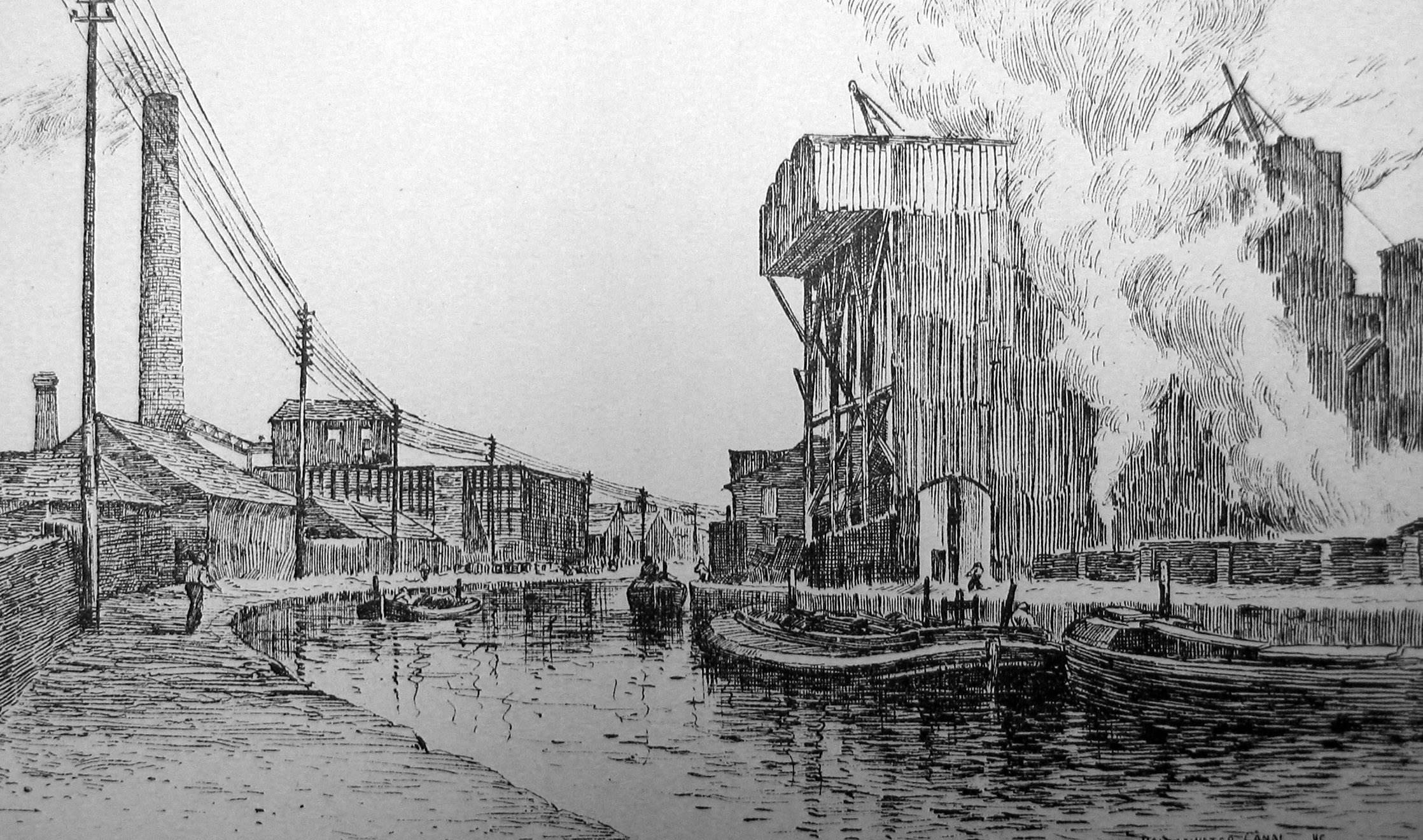
Dibuix de la indústria local sabonera i d'àcids, al.

L'any 1868 es va inaugurar el pont del ferrocarril per travessar el riu Mersey, que va connectar Runcorn amb Liverpool i la resta del comtat. En la dècada del 1880 es va instal·lar una canonada entre Northwich i Weston Point, per subministrar aigua salada a algunes fàbriques químiques. El 1894 es va obrir un canal al llarg d'aquesta canonada. Això va permetre el pas de vaixells des de l'oceà fins a Salford, alguns dels quals feien parada a Runcorn. L'augment de la població entre el 1881 i el 1891 més la baixada del 1901 s'expliquen pel nombre de gent que relacionats amb la construcció del canal que hi va viure.L'any 1905 es va inaugurar un altre pont, el Widnes-Runcorn Transporter, que enllaçava amb Halton.
Durant la primera meitat del segle XX la indústria de la ciutat va continuar estant dominada pel sector químic i l'adob de pells, en part degut a les taxes que va fixar el govern en relació amb aquests productes. L'any 1926 quatre companyies químiques es van fusionar i van formar la Imperial Chemical Industries (ICI). El 1961 el pont abans esmentat, el Transporter va ser substituït per un altre durant la renovació de la carretera —ara anomenat Pont de les noces de plata— més eficient que l'anterior. El 1964 la van designar ciutat nova cosa que va permetre renovar l'arquitectura. la població es va duplicar. L'arquitecte de la nova urbanística va ser sir James Stirling, però alguns dels edificis que va fer entre 1970 i 1977 van resultar problemàtics i es van haver d'enderrocar el 1990. Durant la segona meitat del segle XX les fàbriques de tractament de pells van tancar, la darrera va ser Highfield Tannery, i la indústria química va anar en declivi. Al mateix temps es va iniciar la indústria lleugera: magatzems des d'on es fa repartiment de productes a altres localitats.

## Administració

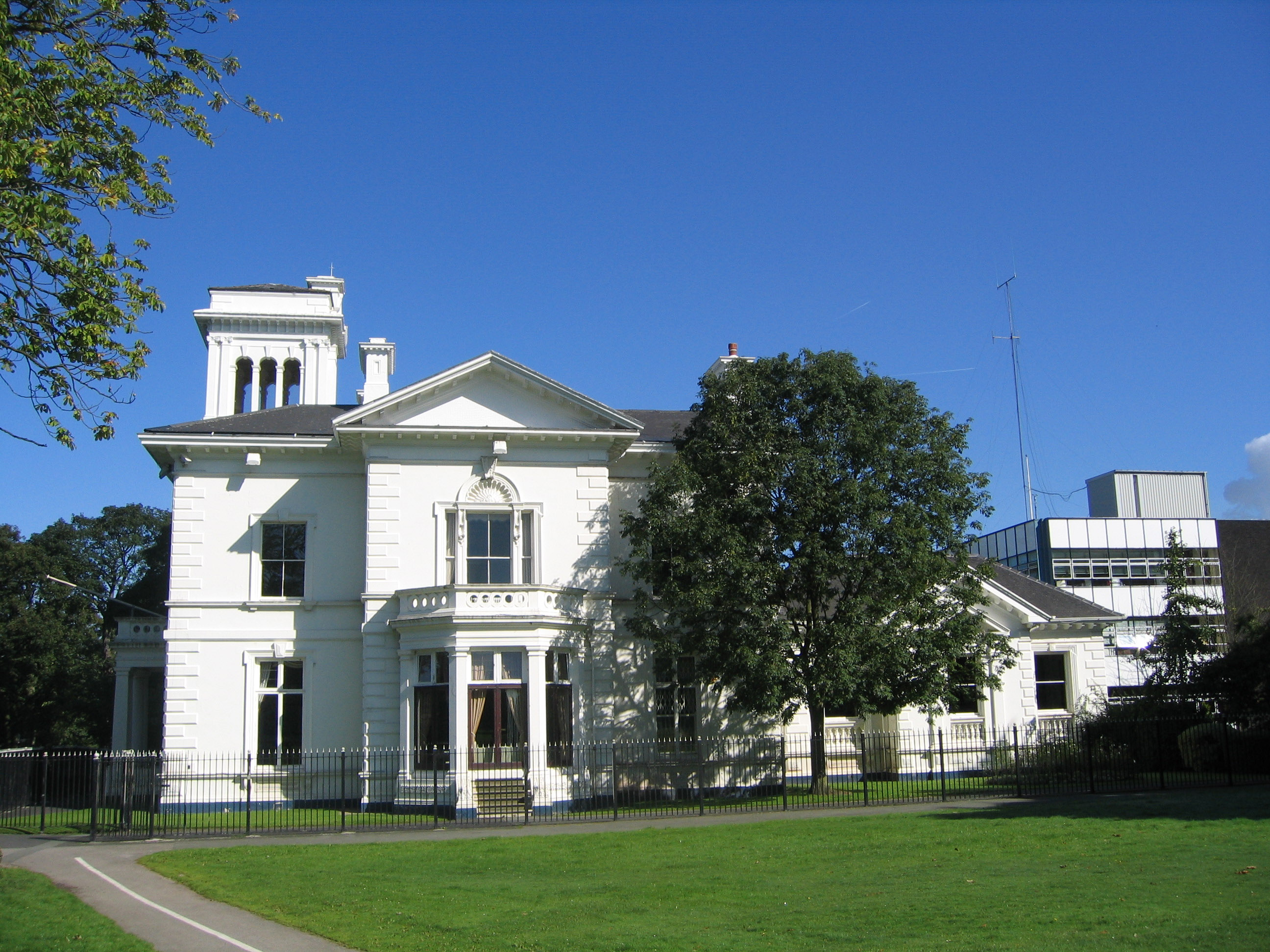
L'ajuntament de Runcorn, situat en una antiga casa senyorial anomenada Halton Grange.

En l'època del Domesday Book, Runcorn pertanyia al hundred de Tunendune, però més endavant i fins als inicis del segle xix, va formar part d'un altre hundred, el de Bucklow. Per la llei Runcorn Improvement Act 1852, una comissió de millores es va establir per administrar la ciutat. Amb la llei Local Government Act 1894, l'administració de Runcorn i la seva rodalia va quedar dividida en dos districtes: un urbà i un altre rural. Inicialment el districte urbà consistia només en la zona construïda de la ciutat, però el 1937, aquest districte va incloure també les comunitats de Weston i Weston Point al sud. el 1971 va haver una altra expansió que va incorporar la vila de Halton, a l'est.
L'any 1964, Runcorn va ser designada ciutat nova. El 1974, com a part de la llei Local Government Act 1972, el districte urbà fou abolit i tot el territori va quedar amalgamat amb Widnes, per a formar una nova unitat administrativa anomenada borough of Halton. El 1998, aquest borough es va reanomenar com a autoritat unitària, pertanyent al comtat de Cheshire.

## Geografia

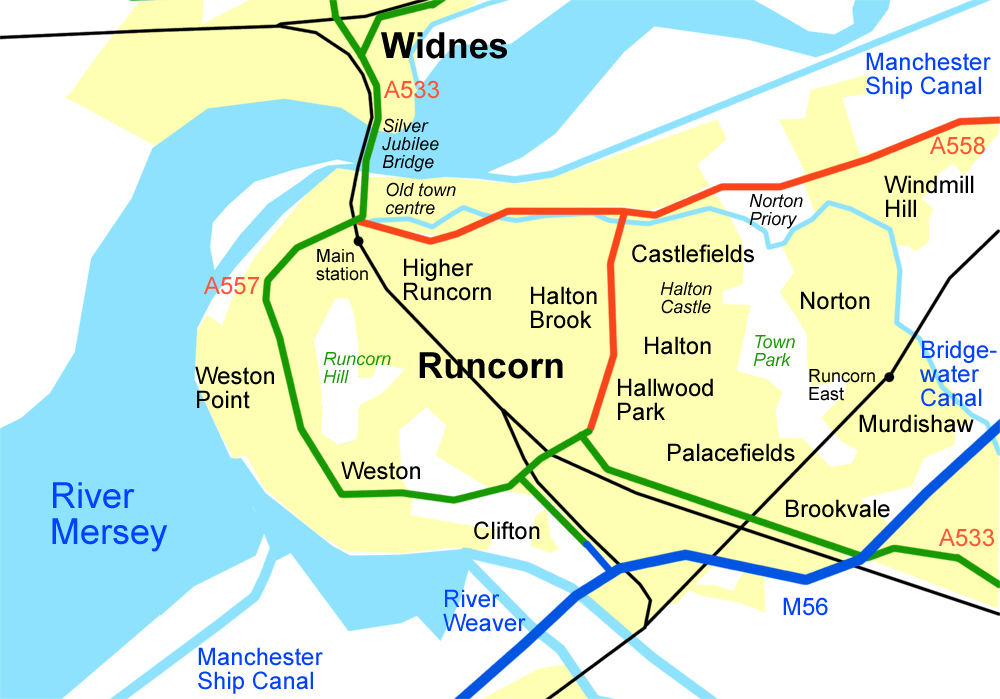
Mapa de la distribució dels barris respecte del riu i les altres vies de comunicació.

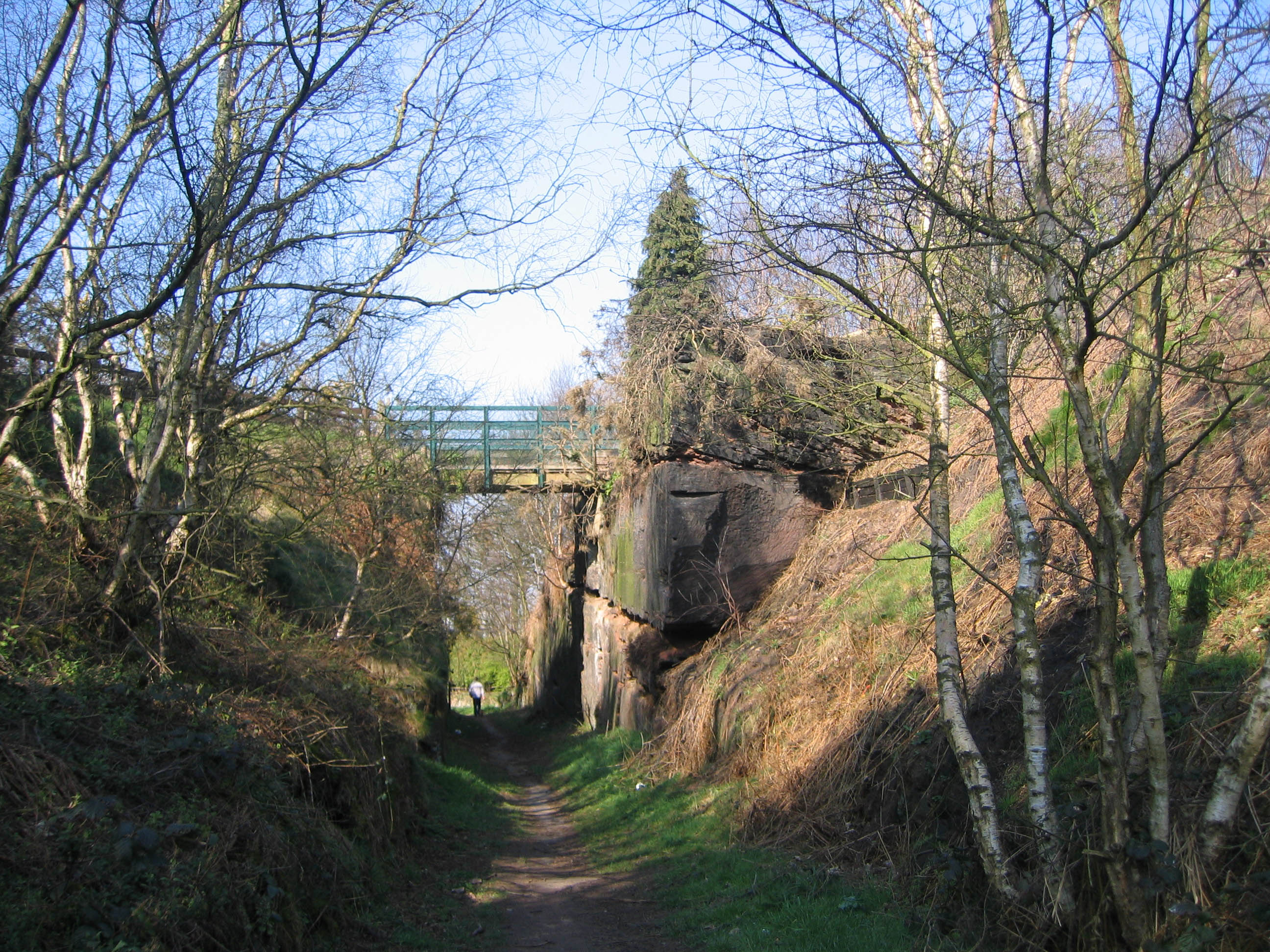
Runcorn Hill.

Runcorn està situada en un promontori que es projecta cap al riu Mersey. A la riba nord hi ha una altra elevació que forma l'àrea de Widnes; entre ambdós promontoris es forma la gorja anomenada Runcorn Gap, un pas estret del riu Mersey. Auesta gorja es pot travessar pel pont del ferrocarril, que enllaça amb Liverpool i la línia costanera, però també es pot travessar pel pont de l'autovia A533 anomenat Pont de les noces de plata. Al sud de la ciutat està el riu Weaver i el canal Weston, tots dos s'amplien més endavant per formar un canal navegable. Al sud-est de la ciutat està la carretera M56, la línia de ferrocarril Chester–Manchester i la principal branca de la línia de la costa oest. La ciutat té diverses sortides que enllacen amb l'autovia per facilitar l'acumulació de trànsit en les hores punta. Cap a l'est està la vila de Halton, els antics llogarets de Norton i Stockham, i les noves àrees:Castlefields, Palacefields, Windmill Hill, Murdishaw, Brookvale i Hallwood Park.
El sòl a la part oest i nord-est consisteix en roca del tipus gres de Sherwood, mentre que les alteres zones hi ha fangolita de Mèrcia. En alguns llocs hi ha afloraments de gres, especialment als turons Runcorn Hill i Halton Hill. Per tot arreu el terreny està cobert per material procedent d'antigues glaceres, la til·lita. Al nord-oest el paisatge té cúmuls de sorra no tan antiga. Més lluny, cap a l'est i vorejant el riu Mersey es poden veure al·luvions recents.

## Clima
Per estar propera a la costa oest i del mar d'Irlanda, el clima és generalment temperat. Les temperatures mitjanes de l'any 1971 al 2000 va variar entre 9,4 °C i 9,7 °C, lleugerament per damunt de la mitjana al Regne Unit, cosa que també passa amb les hores d'insolació, que varien entre 1.391 i 1.470. La mitjana anual de pluges va de 741 mm a 870 mm, una mica per sota de la mitjana a tot l'estat. la mitjana de dies amb neu dipositada sobre el terra va de 0 a 6, menor que a la mitjana estatal. Els dies de gebrada va de 2 a 39, també més baix.

## Demografia
| Habitants | 16.491 | 17.353 | 18.476 | 18.127 | 21.718 | 23.931 | 26.035 |
| Font:     |        |        |        |        |        |        |        |

Des que Runcorn i Halton es van unir administrativament, el 1998, els estudis demogràfics s'han fet com un sol municipi Tanmateix, encara que ambdues ciutats tenen una història diferent i venen de comtats diferents s'ha considerat que els trets demogràfic són semblants.
| Any       | 1901   | 1911   | 1921   | 1931   | 1941   | 1951   | 1961   | 1971   | 1981    | 1991    | 2001    | 2011    |
| --------- | ------ | ------ | ------ | ------ | ------ | ------ | ------ | ------ | ------- | ------- | ------- | ------- |
| Habitants | 57.755 | 57.062 | 61.039 | 65.309 | 71.835 | 79.026 | 87.168 | 96.150 | 121.861 | 124.915 | 118.215 | 125.700 |
| Font:     |        |        |        |        |        |        |        |        |         |         |         |         |

## Economia

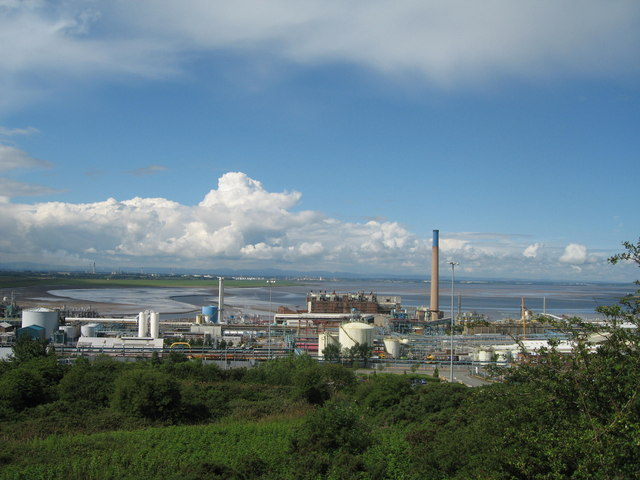
Zona de la indústria química a Runcorn.

De les antigues indústries només ha sobreviscut la química. L'empresa dominat durant anys va ser ICI, que fabricava clor i lleiu, fins que va tancar i el seu lloc va ser ocupat per la companyia Ineos. Aquesta fabrica a més clorur de vinil i materials pesants com els àlcalis i els compostos de fluor. Un antic edifici de les oficines de la ICI s'ha transformat en el Heath Business and Technical Park, un centre que ofereix espai per diversos usos: oficines, laboratori, saló de conferències i instal·lacions de lleure. A l'est de a ciutat s'han creat noves indústries, gràcies a la proximitat de l'autovia, i magatzems de diferents empreses. Les instal·lacions portuàries de Runcorn són una altra font d'ingresos econòmics, pertanyen a l'empresa Ship Canal Company, que és part del Peel Ports Group; mentre que el port de Weston pertany al Stobart Group. El març del 2014 va començar a oerar la incineradora més gran de tot l'estat, gestionada per Viridor, que crema rebutjos derivats del petroli.
Hi ha hagut canvis en els sectors on més treballa la gent: el 1991 el 34% treballava en el sector industrial i el 61% en el sector de serveis, mentre que el 2004 el 17% treballaven en el sector industrial i el 78% en el de serveis. La mateixa tendència es produeix en tota la regió.

## Llocs d'interès

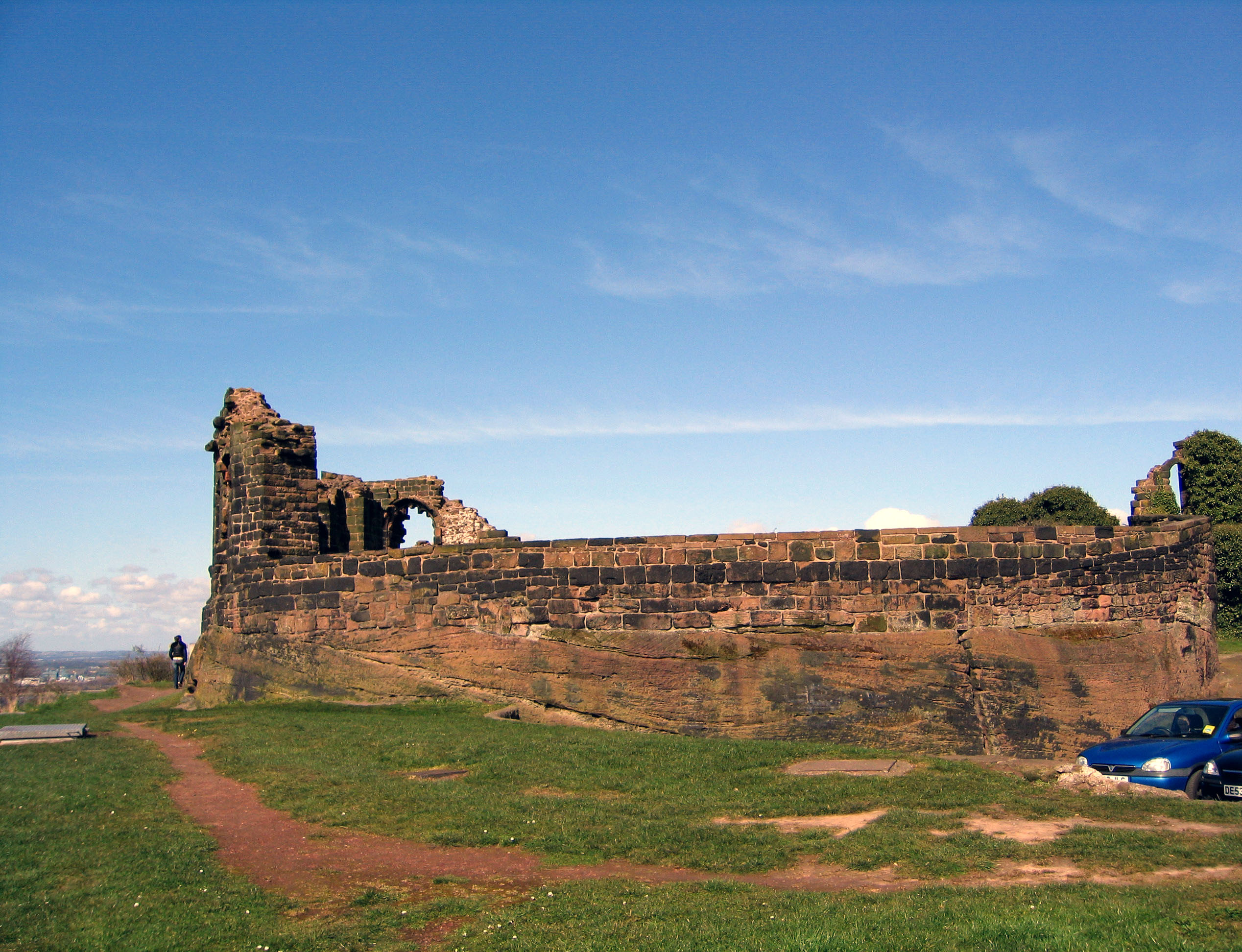
El Castell de Halton.

- Castell de Halton — un castell trobat al cim del Halton Hill, que actualment es troba en ruïnes. De vegades l'interior al públic.[30]
- Centre de visites del priorat de Norton — un museu que conté restes del priorat amb jardins adjacents, abans una casa de pagès. A prop hi ha un jardí, que inclou tres codonyers nacionals i una casa de gel.[31][32]

## notes
1. ↑  Les restes del fortí es van descobrir quan es feien les obres per a construir el pont del ferrocarril, però van tornar a quedar tapades.[4]